# Gunung Tua Sm
Gunung Tua Sm is een bestuurslaag in het regentschap Mandailing Natal van de provincie Noord-Sumatra, Indonesië. Gunung Tua Sm telt 479 inwoners (volkstelling 2010).